# 柯坦站
柯坦站是一个合九铁路和庐铜铁路上的铁路车站，位于安徽省庐江县柯坦镇，建于1995年，目前为四等站，邮政编码为231582。目前不办理客货运业务。
车站自1995年随合九铁路开通，每日有一对安庆至蚌埠的旅客列车停靠并办理货运业务。2007年车站停办货运业务，2008年因车站使用量低迷而停办客运业务。由于柯坦镇交通不便，当地政府一直试图与铁路部门协商恢复车站客运业务，但并无进展。2014年开工的庐铜铁路在本站出岔。

## 相邻车站
| 上一站     | 中国铁路 | 中国铁路 | 中国铁路 | 下一站       |
| ---------- | -------- | -------- | -------- | ------------ |
| 庐江往合肥 |          | 合九铁路 |          | 黄荆苯往九江 |
| 起訖站     |          | 庐铜铁路 |          | 张旗杆往钟鸣 |